# Lorges
Lorges ist eine französische Gemeinde mit 353 Einwohnern (Stand: 1. Januar 2022) im Département Loir-et-Cher in der Region Centre-Val de Loire; sie gehört zum Arrondissement Blois und zum Kanton La Beauce. 

## Geographie
Die Gemeinde Lorges liegt an der Grenze zum Département Loiret, etwa 29 Kilometer nordnordöstlich von Blois in der kleinen Beauce. Umgeben wird Lorges von den Nachbargemeinden Villermain im Norden und Nordosten, Cravant im Osten, Josnes im Südosten und Süden, Concriers im Süden, Roches im Südwesten, Briou im Westen sowie Saint-Laurent-des-Bois im Nordwesten.

## Bevölkerungsentwicklung
| Jahr                       | 1962 | 1968 | 1975 | 1982 | 1990 | 1999 | 2006 | 2012 | 2021 |
| -------------------------- | ---- | ---- | ---- | ---- | ---- | ---- | ---- | ---- | ---- |
| Einwohner                  | 306  | 271  | 231  | 212  | 273  | 289  | 333  | 370  | 348  |
| Quellen: Cassini und INSEE |      |      |      |      |      |      |      |      |      |

## Sehenswürdigkeiten
- Kirche Saint-Martin aus dem 15./16. Jahrhundert, seit 2006 Monument historique
- Kapelle Saint-Thomas im Forêt de Marchenoir
- Grube des Schlosses von Fontenailles aus dem 16. Jahrhundert, seit 1928 Monument historique
- Wasserturm

## Persönlichkeiten
- Guy Aldonce de Durfort, duc de Lorges (1630–1702), Marschall Frankreichs
- Victor Cosson (1915–2009), Radrennfahrer